# 高知大学の人物一覧
高知大学の人物一覧（こうちだいがくのじんぶついちらん）は、高知大学に関係する人物の一覧記事。

## 著名な教職員
- 田部井隆雄 - 理学部教授（2004年4月現在）
- 野地照樹 - 教育学部教授（サッカー部監督）
- 大野晃 - 名誉教授
- 佐野健太郎 - 人文社会科学部准教授
- 塩原俊彦 ‐ 元人文社会科学部准教授

## OB・OG

### 政治・行政
- 春名直章（教育学部） - 元衆議院議員（日本共産党）、日本共産党高知県委員長
- 板原啓文 - 土佐市長
- 村木厚子（経済学科） - 元厚生労働事務次官、全国社会福祉協議会会長、全国老人クラブ連合会会長、中央共同募金会会長

### 研究者・学者
- 平井啓久 - 生物学、京都大学名誉教授、元京都大学霊長類研究所所長
- 渡辺弘之 - 林学、京都大学名誉教授、元京都大学演習林長
- 中澤高清 - 気象学、東北大学名誉教授、元大気化学研究会会長、紫綬褒章
- 清古愛弓 - 感染症学、医師、 全国保健所長会副会長
- 妙木忍 - 社会学、東北大学准教授
- 上田和夫 - 独文学、福岡大学名誉教授
- 荊木美行 - 日本古代史、皇學館大学教授、同大学研究開発推進センター副センター長
- 松本卓也 - 精神医学、現代思想研究、京都大学大学院人間・環境学研究科・総合人間学部准教授

### 経営者
- 深水英一郎 - システムエンジニア、経営者、メールマガジン配信プラットフォーム『まぐまぐ』創立者。ニュースサイト『ガジェット通信』創刊者

### 作家・文芸
- 梶原あや（教育学部） - 漫画家
- 小松弘愛 - 詩人
- 西村麒麟 - 俳人

### 芸能
- 北村総一朗（農学部林学科） - 俳優
- なめたらいかんぜよ。MARI（人文学部社会経済学科） - お笑い芸人
- 浜端ヨウヘイ - シンガーソングライター
- 日高慎二（理学部数理情報科学科） - 俳優、モデル、歌手
- 廣井ゆう（人文学部国際社会コミュニケーション学科） - 女優
- 福田健次 - 福岡県ローカルタレント、福岡県中間市長
- カブトムシ（教育学部） - お笑いコンビ
- 篠栗たかし（教育学部） - お笑い芸人（エイトブリッジ）
- 吉岡仁美（教育学部生涯教育課程芸術文化コース音楽専攻フルート科） - モデル、女優、タレント、フルーティスト

### スポーツ
- 菅和範（教育学部） - サッカー選手（栃木SC）
- 中田洋平 - 元サッカー選手
- 福田岳洋 - 元野球選手
- 中野圭 - サッカー選手（FC今治）
- 實藤友紀 - サッカー選手（サッカーU-21日本代表、横浜F・マリノス）
- 酒井貴政 - 元サッカー選手
- 帷智行 - サッカー選手（Y.S.C.C.横浜）
- 元田龍矢 - サッカー選手（水戸ホーリーホック）
- 有間潤 - サッカー選手（FC今治）
- 西埜植颯斗 - サッカー選手（FC今治）
- 宮本功 - 元サッカー選手、株式会社テゲバジャーロ宮崎代表取締役社長
- 小倉輝美 - 元 女子自転車競技選手、ソウルオリンピック出場
- 谷本俊介 - フットサル指導者

### マスコミ
- 村山佐織（人文学部） - 高知放送アナウンサー
- 結野亜希 - NHK専属フリーアナウンサー
- 坂田周大 - RKB毎日放送アナウンサー
- 柳井恒夫 - 元NHKアナウンサー

### その他
- 森本裕介（理学部応用理学科） - システムエンジニア、SASUKE完全制覇者
- 石井洋介 - 医師、日本うんこ学会会長